# Blepharita spinosa
Blepharita spinosa är en fjärilsart som beskrevs av Pierre Chrétien 1911. Blepharita spinosa ingår i släktet Blepharita och familjen nattflyn. Inga underarter finns listade i Catalogue of Life.